# Hernán Buján
Hernán Leonel Buján (Buenos Aires, Argentina; 5 de diciembre de 1974) es un exfutbolista y actual director técnico argentino. Jugaba como mediocampista por izquierda y su primer equipo fue River Plate. Su último club antes de retirarse fue Lemos de España.

## Clubes

### Como jugador
| Club                    | País      | Año       |
| ----------------------- | --------- | --------- |
| River Plate             | Argentina | 1995      |
| All Boys                | Argentina | 1995-1997 |
| Los Andes               | Argentina | 1997-1998 |
| Instituto de Córdoba    | Argentina | 1998-2000 |
| Talleres de Córdoba     | Argentina | 2000-2001 |
| Huracán                 | Argentina | 2001-2002 |
| Morelia                 | México    | 2002      |
| León                    | México    | 2003      |
| Olimpo de Bahía Blanca  | Argentina | 2003-2005 |
| Tiro Federal de Rosario | Argentina | 2005-2006 |
| Godoy Cruz de Mendoza   | Argentina | 2006-2007 |
| Instituto de Córdoba    | Argentina | 2007-2008 |
| Independiente Rivadavia | Argentina | 2008-2009 |
| All Boys                | Argentina | 2009      |
| Unión de Santa Fe       | Argentina | 2010      |
| Lemos                   | España    | 2010      |

### Como asistente técnico
| Club        | País           | Año        |
| ----------- | -------------- | ---------- |
| Nacional    | Uruguay        | 2011-2012  |
| River Plate | Argentina      | 2014-2022  |
| Al-Ittihad  | Arabia Saudita | 2023-2024. |
| River Plate | Argentina      | 2024-Act   |

## Palmarés

### Como jugador

#### Campeonatos nacionales
| Título             | Club                 | Sede         | Año  |
| ------------------ | -------------------- | ------------ | ---- |
| Primera B Nacional | Instituto de Córdoba | Buenos Aires | 1999 |
| Torneo Verano      | León                 | León         | 2003 |

### Como asistente técnico

#### Campeonatos nacionales
| Título              | Club        | Sede                | Año     |
| ------------------- | ----------- | ------------------- | ------- |
| Torneos Apertura    | Nacional    | Montevideo          | 2011    |
| Campeonato Uruguayo | Nacional    | Montevideo          | 2011/12 |
| Copa Argentina      | River Plate | Córdoba             | 2016    |
| Copa Argentina      | River Plate | Mendoza             | 2017    |
| Supercopa Argentina | River Plate | Mendoza             | 2018    |
| Copa Argentina      | River Plate | Mendoza             | 2019    |
| Supercopa Argentina | River Plate | Santiago del Estero | 2021    |
| Liga Profesional    | River Plate | Buenos Aires        | 2021    |
| Trofeo de Campeones | River Plate | Santiago del Estero | 2021    |

#### Campeonatos internacionales
| Título              | Club        | Sede         | Año  |
| ------------------- | ----------- | ------------ | ---- |
| Copa Sudamericana   | River Plate | Buenos Aires | 2014 |
| Recopa Sudamericana | River Plate | Buenos Aires | 2015 |
| Copa Libertadores   | River Plate | Buenos Aires | 2015 |
| Copa Suruga Bank    | River Plate | Suita        | 2015 |
| Recopa Sudamericana | River Plate | Buenos Aires | 2016 |
| Copa Libertadores   | River Plate | Madrid       | 2018 |
| Recopa Sudamericana | River Plate | Buenos Aires | 2019 |